# Никольский сельсовет (Змеиногорский район)
Никольский сельсовет — бывшее муниципальное образование со статусом сельского поселения и административно-территориальное образование в Змеиногорском районе Алтайского края России. Административный центр — село Никольск.

## Население
| 1997 | 1998 | 1999 | 2000 | 2001 | 2002 |
| ---- | ---- | ---- | ---- | ---- | ---- |
| 738  | ↘686 | →686 | ↘672 | ↘635 | ↘628 |
| 2003 | 2004 | 2005 | 2006 | 2007 | 2008 |
| ↘600 | ↗605 | ↘561 | ↘512 | ↘481 | ↘452 |
| 2009 | 2010 | 2011 | 2012 | 2013 | 2014 |
| ↘362 | ↗372 | ↘370 | ↘352 | ↘315 | ↘297 |
| 2015 | 2016 | 2017 | 2018 | 2019 |      |
| ↘288 | ↗289 | ↗295 | ↘281 | ↘261 |      |

По результатам Всероссийской переписи населения 2010 года, численность населения муниципального образования составила 372 человека, в том числе 190 мужчин и 182 женщины. Оценка Росстата на 1 января 2012 года — 352 человека.

## Населённые пункты
В состав сельского поселения входит 2 населённых пункта:
- посёлок Варшава,
- село Никольск.